# Río Negro (Río Prado)
Río Negro är en källflod till Río Prado i Colombia som i sin tur mynnar i Magdalenafloden. Den ligger i departementet Tolima, i den centrala delen av landet. Río Negro ligger vid sjön Embalse del Río Prado.